# ピーター・カッシング
ピーター・カッシング（Peter Cushing, OBE、本名: Peter Wilton Cushing, 1913年5月26日 - 1994年8月11日）はイギリス・サリー出身の俳優。イギリスのハマー・フィルム・プロダクション制作のフランケンシュタインやドラキュラシリーズに代表されるクラシックホラー映画の大スター。マッドサイエンティスト役や吸血鬼ハンター役として名高く、1950年代後半から30年近くこの分野の第一人者であった。シャーロック・ホームズ俳優、『スター・ウォーズ』のターキン総督役としても知られる。
クールで知性的・貴族的な役柄を得意とし、その演技力と存在感でクリストファー・リー、ヴィンセント・プライスと共に戦後の三大怪奇スターと称された。特に22本の映画で共演したリーとはホラーの黄金コンビとして記憶されている。作品で悪役を演じる多くの役柄と違い、その素顔が温厚な紳士である事でも知られている。

## 経歴

### ホラー以前
1913年、イギリスのサリー州（現ロンドン市内クロイドン区）ケンリーに測量技師の父の元に生まれる。一度は父と同じ測量の仕事につくが、特に喜劇映画への憧憬を強く持ち、俳優を志して演劇活動に入った。1939年にアメリカに渡りいくつかの映画に出演するが、第二次大戦が始まり帰英。1940年代は慰問劇団やシェイクスピア等の舞台を中心に活動した。舞台での演技をローレンス・オリヴィエに認められ出演した『ハムレット』（1948年）や『赤い風車』（1952年）などの映画への出演を経て、1950年代半ばには草創期の英国テレビドラマ界随一の人気スターとなった。ジョージ・オーウェルの『1984年』のテレビドラマ化『Nineteen Eighty-Four』（1954年）で演じたウィンストン・スミス役が代表作として知られる。1956年にBAFTA テレビ賞 （British Academy Television Awards）最優秀男優賞を受賞。

### マスター・オブ・ホラー
1950年代後半、イギリスの映画製作会社ハマー・フィルム・プロダクションは戦前にアメリカのユニバーサル映画が興した怪奇映画ブームの再興を図っていた。カッシングはその第1作『フランケンシュタインの逆襲』（1957年）にフランケンシュタイン男爵（怪物を創造した科学者）として主演。続く『吸血鬼ドラキュラ』（1958年）にも吸血鬼ハンターのヴァン・ヘルシング博士として主演した。2作は世界的ヒットとなり、カッシングも両作で共演したクリストファー・リー、監督のテレンス・フィッシャーと共に国際的な知名度を得た。この2役は1970年代半ばまで当たり役として演じ続ける事になる。
以降、上記2役に代表される狂気の科学者と、正義の吸血鬼・怪物ハンターの悪と善双方の役柄で、クールで知的、高貴な雰囲気溢れる演技と存在感を示し、ホラー・ファンタジー映画俳優の第一人者として長く活躍した。ハマーの古典派ホラーの主演に加え、1964年のオムニバスホラーの名作『テラー博士の恐怖』を皮切りに、後発のホラーメーカー、アミカス・プロダクションの看板スターも務めた。他にも英国のテレビの人気作『ドクター・フー』の映画版2本に主演、アメリカのホラーメーカーとして知られるAIP作品への客演で、同国の戦後ホラーの第一人者ヴィンセント・プライスとの共演も果たした。
日本にはほとんど紹介されなかったカッシングのもうひとつの当たり役にシャーロック・ホームズがある。1959年にハマー製作の映画『バスカヴィル家の犬』に出演、米ニューズウィーク誌に「生きて呼吸する過去最高のホームズ」と賞賛された。映画は同作のみだったが、1968年にBBCのテレビシリーズ全16話に主演、1984年には単発のオリジナルテレビムービーでホームズを演じた。

### 1970年代
1970年代に入るとより過激なホラー映画に押され、クラシカルなハマー作品は低迷するようになる。カッシングも60歳近くなり、更に1971年に妻を亡くして以降は体調を崩し、準主役・脇役に回ることも多くなった。それでも70年代は多くの映画に出演し、精力的に活動した。従来のクールな役柄に加え、『地底王国』（1976年）のコミカルで愛嬌たっぷりの老博士や、『魔界からの招待状』（1972年）の近隣住人の苛めの為に自殺する哀れな老人役などでも名優ぶりを示した。
1977年にはメジャー系映画での代表作となる『スター・ウォーズ』に、悪の大ボスである帝国軍司令官ウィルハフ・ターキン役で出演した。当初はオビ＝ワン・ケノービ役での打診だったといわれている。フランケンシュタインの怪物を思わせるような雲突く大男ダース・ベイダーを従え、星ひとつを平然と破壊する冷酷無情な総督役を風格充分に演じた。監督のジョージ・ルーカスが意図した"大ベテランで脇を固めることによって、新人を主役にしたSF映画に威厳と説得力を持たせる"という目的を、オビ＝ワン役のアレック・ギネスと共に成功させている。なお、ターキンは本作で死亡するため、スター・ウォーズシリーズへの直接出演はこの1本のみである。また、ベイダー役のデヴィッド・プラウズとはこれ以前に『フランケンシュタインと地獄の怪物』（1974年）で、フランケンシュタイン男爵と怪物として共演している。

### 1980年代以降
1980年代に入ると体調の問題もあり出演作は減少した。それでも1982年の『魔人館』ではリー、プライス、ジョン・キャラダインの怪奇4大スター共演を果たし、晩年のシャーロック・ホームズを演じた1984年のテレビムービー『The Masks of Death』では、ジョン・ミルズ、レイ・ミランド、アン・バクスターらオスカー俳優達を脇に従え主演した。そして1986年のSFアドベンチャー『ビグルス 時空を超えた戦士』が最後の映画出演となった。
その後は長くスクリーンから遠ざかった。1989年に大英帝国勲章OBEを受章。最後の映画出演から8年後の1994年8月11日、ガンの為に81歳で死去した。死の3ヶ月前の1994年5月、ハマー・フィルムをテーマとしたテレビドキュメンタリーのナレーターとして収録に参加し、クリストファー・リーと奇跡的な最後の共演を果たした。収録会場は当時のカッシングの自宅に近いカンタベリーのスタジオで、はるばるロンドンから来訪したリーとのトークライブも行われた。詰めかけたジャーナリストやファンに深い感銘を与えた「最後の挨拶」であった。
なお、没後の2016年に公開された『ローグ・ワン/スター・ウォーズ・ストーリー』では、ウィルハフ・ターキン役を演じたガイ・ヘンリーに、モーションキャプチャおよびコンピュータグラフィックス技術でカッシングの顔を合成した上で、音声アーカイブを使用した合成でセリフも再現した。エンドクレジットでは「Special Acknowledgment（特別な感謝）」の形で名前が記されている。

## 人物・エピソード
スクリーンでは冷徹な役柄が多かったカッシングだが、素顔は誰もがその人格を讃える温厚で高潔な紳士として映画関係者には有名であった。そのため、『スター・ウォーズ』でレイア姫を演じたキャリー・フィッシャーは、彼を憎む演技をするのに苦労したという。
大変な愛妻家としても知られていたが、1971年に妻ヘレンを亡くして以降は体調を崩し、容貌も衰えが目立つようになった。『ドラキュラ'72』（1972年）には娘がいる役で出演予定であったが、妻の死のショックで老け込みが目立った為、急遽孫娘との設定に変更されたという。
出演したホラーやファンタジー映画の多くは低予算作ながら、創意工夫に満ちた傑作・名作が多かった。しかし、中には評価の低い作品もあり、メジャーとは言えない安い作品という映画でも常に妥協せずに挑み、孤高の演技を残してきた。19世紀以前を舞台にした作品が多かったので、小道具（プロップ）についても時代背景に合致した物にこだわり、リストを作って製作サイドに要求していたという。その為に製作現場では「プロップ・カッシング」などと呼ばれていた。しばしば「カッシングの出演が映画の格を一段上げた。」「カッシングの演技が唯一の見所である。」との旨の評価をされる。

### フランケンシュタインシリーズ
ピーター・カッシングがフランケンシュタイン男爵役で主演したハマーのシリーズは6本である。１作目の『フランケンシュタインの逆襲』は、メアリー・シェリー作『フランケンシュタイン』の映画化作品。それ以降はオリジナルで、主に男爵がヨーロッパ各地を転々と逃亡しながら生命の実験に続けるという内容であった。男爵の性格は比較的まともな学者肌から、実験の為には手段を選ばない冷酷漢まで、作品により違いがある。2作目の『フランケンシュタインの復讐』は1作目の続編であるが、それ以降の各編には明確に続編と断じられる程の継続性はない。3作目『フランケンシュタインの怒り』以外は怪奇映画の名匠テレンス・フィッシャーの監督によるもので、最終作まで高いクオリティを保っている。クリストファー・リーがモンスターを演じたのは１作目のみである。

### ドラキュラシリーズ
ピーター・カッシングがヴァン・ヘルシング博士（一般に“教授”と呼称されることが多いキャラクターだが、このシリーズの1,2ではProfessorではなくDoctor。）を演じたハマーのドラキュラシリーズは5本である。1作目の『吸血鬼ドラキュラ』はブラム・ストーカー作『吸血鬼ドラキュラ』の映画化、2作目『吸血鬼ドラキュラの花嫁』以降はオリジナル作品。このうちリーがドラキュラを演じたのは1作目と7作目『ドラキュラ'72』、8作目『新ドラキュラ/悪魔の儀式』の計３作品。カッシングは原作とは異なるクールで俊敏なイメージのヘルシングを創造し、後の吸血鬼・怪物ハンター像に影響を与えた。尚、1作目はリーが主演であるかのように表記されることが多いが、ヘルシングを演じたカッシングが主演である。後年の7作目と8作目では立場が逆転している。またハマーは2作目から7作目の間にカッシングが出演しない、リーがドラキュラを演じた映画も4本制作しており、ハマーのドラキュラシリーズとしては全9本になる。

## クリストファー・リーとの関係
ピーター・カッシングとクリストファー・リーはハマー作品以前の2本も含めて22本の映画で共演しており、多くのファンから怪奇の黄金コンビとして記憶されている。この関係はしばしば戦前のユニバーサル映画のホラー作品群におけるボリス・カーロフとベラ・ルゴシの関係と並び称されるが、カーロフとルゴシがライバル同士というイメージが強かったのに対し、カッシングとリーは息の合ったパートナー同士として認識されている。また私生活でも無二の親友であった事もよく知られている。
出演作での2人の序列の上下は、元々テレビ界のスターであったカッシングがハマー以前は無名に近かったリーより上だった。しかし1970年頃になると、積極的にハリウッドにも進出するリーに対して、9歳年上で60歳近くなっていたカッシングは脇に回ることも多くなっており、立場が逆転した。割合ではほぼ半数ずつである。
両者の役回りはフランケンシュタインやドラキュラシリーズの印象から、一般にカッシングが博士、リーが怪物というイメージが強いが、必ずしもそれが多数ではない。二人で協力して怪異に挑む場合などもあり、多岐に渡る。
カッシングの最後の仕事となった上述のテレビドキュメンタリー『Flesh and Blood,the Hammer Heritage of Horror』の収録に際し、リーは「世界中どこに行っても必ずカッシングがどうしているか訊ねられる。時にはカッシングと間違われる。これにはほとほとうんざりしている」という旨の発言をしている。この発言は、当時10年近く映画出演がなかったカッシングに対しての「世界中にカッシングのファンがいて、皆消息を気にしている」という意のメッセージである。これに応え各品てカッシングも「僕らは有名なのだね。また一緒に映画を作らないとね」と微笑んだという。
カッシングがスター・ウォーズシリーズのターキン総督役で出演することになった際に、リーから「グランドモフって何者？」という内容の手紙を受け取り、カッシングは「僕もわからない」という返事を送ったエピソードがある。カッシングの没後、リーもスター・ウォーズシリーズ新三部作に出演、ドゥークー伯爵を演じた。

## 主な出演作品
＊印はクリストファー・リーとの共演作
| 公開年 | 邦題 原題                                                               | 役名                                       | 備考                                                                                       | 吹き替え |
| ------ | ----------------------------------------------------------------------- | ------------------------------------------ | ------------------------------------------------------------------------------------------ | --- |
| 1939   | The Man in the Iron Mask                                                | 二等航海士                                 |                                                                                            | |
| 1948   | ハムレット Hamlet                                                       | オスリック                                 | ＊                                                                                         | |
| 1952   | 赤い風車 Moulin Rouge                                                   | マルセル・ド・ラ・ヴォアジエ               | ＊                                                                                         | |
| 1955   | 情事の終り The End of the Affair                                        | ヘンリー・マイルズ                         |                                                                                            | 大木民夫 |
| 1956   | アレキサンダー大王 Alexander the Great                                  | メムノン                                   |                                                                                            | 大木民夫（テレビ朝日版）                                                                                                   |
| 1957   | フランケンシュタインの逆襲 The Curse of Frankenstein                    | ヴィクター・フランケンシュタイン男爵       | ＊                                                                                         | 千葉耕市 |
| 1957   | 恐怖の雪男 The Abominable Snowman                                       | ジョン・ローラソン博士                     |                                                                                            | |
| 1958   | 吸血鬼ドラキュラ Dracula                                                | ヴァン・ヘルシング博士                     | ＊                                                                                         | 横森久 |
| 1958   | フランケンシュタインの復讐 The Revenge of Frankenstein                  | シュタイン医師（フランケンシュタイン男爵） |                                                                                            | 森山周一郎 |
| 1959   | バスカヴィル家の犬 The Hound of the Baskervilles                        | シャーロック・ホームズ                     | ＊                                                                                         | |
| 1959   | 大海戦史 John Paul Jones                                                | リチャード・ピアソン大尉                   |                                                                                            | |
| 1959   | ミイラの幽霊 The Mummy                                                  | ジョン・バニング                           | ＊                                                                                         | |
| 1960   | 死体解剖記 The Flesh and The Fiends                                     | ロバート・ノックス博士                     |                                                                                            | |
| 1960   | 吸血鬼ドラキュラの花嫁 The Brides of Dracula                            | ヴァン・ヘルシング博士                     |                                                                                            | 小林昭二 （TBS版、フジテレビ版）                                                                                           |
| 1961   | 六年目の疑惑 The Naked Edge                                             | エヴァン・ラック                           |                                                                                            | |
| 1962   | 幽霊島 Captain Clegg                                                    | ブライス牧師/海賊クレッグ                  |                                                                                            | 中村正 |
| 1964   | フランケンシュタインの怒り The Evil of Frankenstein                     | フランケンシュタイン男爵                   |                                                                                            | 高塔正康 |
| 1964   | 妖女ゴーゴン The Gorgon                                                 | ナマロフ博士                               | ＊                                                                                         | 横森久 |
| 1965   | テラー博士の恐怖 Dr. Terror's House of Horrors                          | テラー博士                                 | ＊                                                                                         | 槐柳二 |
| 1965   | 炎の女 She                                                              | ホリー博士                                 | ＊                                                                                         | 久松保夫 |
| 1965   | がい骨 The Skull                                                        | クリストファー・メイトランド               | ＊                                                                                         | 川辺久造 |
| 1965   | Dr.フー in 怪人ダレクの惑星 Dr. Who and the Daleks                      | ドクター・フー                             |                                                                                            | |
| 1966   | 地球侵略戦争2150 Daleks' Invasion Earth 2150 A.D.                       | ドクター・フー                             |                                                                                            | |
| 1967   | フランケンシュタイン 死美人の復讐 Frankenstein Created Woman            | フランケンシュタイン男爵                   |                                                                                            | 森山周一郎 |
| 1967   | 高熱怪物の恐怖 Night of the Big Heat                                    | ヴァーノン・スターン                       | ＊                                                                                         | |
| 1967   | 残酷の沼 Torture Garden                                                 | ランスロット・カニング                     |                                                                                            | 千葉耕市 |
| 1968   | 狂ったメス Corruption                                                   | ジョン・ローワン卿                         |                                                                                            | 横森久 |
| 1969   | フランケンシュタイン 恐怖の生体実験 Frankenstein Must Be Destroyed      | フランケンシュタイン男爵                   |                                                                                            | 日下武史 |
| 1970   | バンパイアキラーの謎 Scream and Scream Again                            | ハインリッヒ・ベネデク少佐                 | ＊リー、ヴィンセント・プライスとの三者共演だが、二人とカッシングとの直接の共演シーンはない | |
| 1970   | バンパイア・ラヴァーズ The Vampire Lovers                               | スピルスドルフ将軍                         |                                                                                            | |
| 1971   | ブラッド・ゾーン Frankenstein Created Woman                             | グレイソン                                 | ＊オムニバス映画のため、直接の共演シーンはなし                                             | 八奈見乗児 |
| 1971   | ドラキュラ血のしたたり Twins of Evil                                    | グスタフ・ヴァイル                         |                                                                                            | |
| 1971   | 怪奇!二つの顔の男 I, Monster                                            | フレデリック・アタスン                     | ＊リー&カッシングによる『ジキル博士とハイド氏』                                            | 大木民夫 |
| 1972   | 魔界からの招待状 'Tales from the Crypt                                  | アーサー・エドワード・グリムズダイク       | アミカスのオムニバスホラー                                                                 | |
| 1972   | ドラキュラ'72 Dracula A.D. 1972                                         | ヴァン・ヘルシング教授                     | ＊                                                                                         | 千葉耕市 |
| 1972   | 怪人ドクター・ファイブスの復活 Dr. Phibes Rises Again                   | キャプテン                                 | プライスとの共演作。カッシングは1シーンのみの出演で、二人の直接の共演シーンはない          | |
| 1972   | 若妻・恐怖の体験学習 Fear in the Night                                  | マイケル・カーマイケル校長                 |                                                                                            | 大木民夫 |
| 1972   | ゾンビ特急地獄行き Horror Express                                       | ウェルズ医師                               | ＊                                                                                         | 大木民夫 |
| 1973   | デビル・ナイト Nothing But the Night                                    | マーク・アシュリー卿                       | ＊                                                                                         | 千葉耕市 |
| 1973   | ゾンビ襲来 The Creeping Flesh                                           | エマニュエル・ヒルダーン教授               | ＊                                                                                         | |
| 1973   | スクリーミング/夜歩く手首 And Now the Screaming Starts!                 | ポープ博士                                 |                                                                                            | |
| 1973   | 新ドラキュラ/悪魔の儀式 The Satanic Rites of Dracula                    | ヴァン・ヘルシング                         | ＊                                                                                         | 千葉耕市 |
| 1974   | フランケンシュタインと地獄の怪物 Frankenstein and the Monster from Hell | フランケンシュタイン男爵                   |                                                                                            | |
| 1974   | スリラー・ゲーム/人狼伝説 The Beast Must Die                            | Dr.クリストファー・ランドグレン            |                                                                                            | 千葉耕市 |
| 1974   | マッドハウス Madhouse                                                   | ハーバート・フレイ                         | プライスとの本格共演作                                                                     | 大木民夫 |
| 1974   | ドラゴンVS.7人の吸血鬼 The Legend of the 7 Golden Vampires              | ヴァン・ヘルシング教授                     |                                                                                            | 家弓家正 |
| 1975   | 娼婦と狼男 Legend of the Werewolf                                       | ポール・カタフランク教授                   |                                                                                            | 千葉耕市 |
| 1975   | ブラッディ/ドクター・ローレンスの悲劇 The Ghoul                         | ドクター・ローレンス                       |                                                                                            | 千葉耕市 |
| 1976   | 地底王国 At the Earth's Core                                            | アブナー・ペリー                           |                                                                                            | 北村弘一 |
| 1976   | デビルズ・ビレッジ/魔神のいけにえ Land of the Minotaur                  | コロファックス男爵                         |                                                                                            | 野村達也 |
| 1977   | スター・ウォーズ Star Wars                                              | ターキン総督                               |                                                                                            | 山田康雄（レコード版） 北村弘一（劇場公開版） 川辺久造（日本テレビ版1、日本テレビ版2） 大木民夫（ソフト版、日本テレビ版3） |
| 1977   | ゲシュタポ卍（ナチ）死霊軍団/カリブゾンビ Shock Waves                   | SS指揮官                                   |                                                                                            | |
| 1977   | 地獄のキャッツ・アイ/呪いの爪 The Uncanny                               | ウィルバー・グレイ                         |                                                                                            | 大木民夫 |
| 1979   | アラビアン アドベンチャー Arabian Adventure                             | ワジール・アル・ウザラ                     | ＊                                                                                         | |
| 1979   | オリバー・リード/ノー・シークレット A Touch of the Sun / No Secrets     | ポッツ警視総監                             |                                                                                            | |
| 1981   | 怪獣島の秘密 Mystery on Monster Island                                  | ウィリアム・T・コルデラップ                |                                                                                            | 宮沢元 |
| 1983   | 魔人館 House of the Long Shadows                                        | セバスチャン・グリスベン                   | ＊リー、プライス、ジョン・キャラダインとの怪奇四大スター共演作                             | |
| 1984   | トップ・シークレット Top Secret!                                        | 書店の店主                                 |                                                                                            | |
| 1984   | 勇者の剣 Sword of the Valiant                                           | セネシャル                                 |                                                                                            | |
| 1986   | ビグルス/時空を超えた戦士 Biggles: Adventures in Time                   | ウィリアム・レイモンド空軍准将             |                                                                                            | 大塚周夫 |